# Lucinda Dickey
Lucinda Dickey (Hutchinson, Kansas, 14 de agosto de 1960) es una actriz y bailarina estadounidense, más conocida por su papel de Kelly en la película de culto de 1984 Breakin' y la secuela de 1985 Breakin' 2: Electric Boogaloo.

## Biografía
Dickey nació y se crio en Hutchinson, Kansas, donde a la edad de cuatro años comenzó a bailar. Mientras asistía a la Universidad Estatal de Kansas se especializó en danza y compitió en el certamen Miss Kansas, donde ganó la división de talento y terminó como tercera finalista.
Tras la universidad se trasladó a Los Ángeles y ganó una beca de baile con la Roland DuPree Academia de Baile. Después de 10 meses, audicionó para la película Grease 2, ganando un papel como uno de los primeros bailarines de la película. En ese mismo año, 1982, consiguió un puesto como bailarina en Solid Gold.
En 1984, Dickey apareció en el papel de la bailarina de jazz convertida a breakdancer Kelly en la película Breakin', seguida de la secuela Breakin' 2: Electric Boogaloo. Más tarde ese año interpretó el papel principal en Ninja III: The Domination, seguida por la película de horror Cheerleader Camp en 1987. 
El último papel de Dickey en la pantalla fue la película para televisión de 1990 Perry Mason: The Case of the Defiant Daughter. 
Más recientemente, apareció como jueza en Master of Dance.

## Vida personal
Dickey se retiró de la actuación en 1990 y actualmente vive en California con su marido, Craig Piligian, coproductor ejecutivo del reality show Survivor), y sus dos hijos.

## Filmografía
| Film       | Film                                                      | Film                           | Film                      |
| Año        | Título                                                    | Rol                            | Nota                      |
| ---------- | --------------------------------------------------------- | ------------------------------ | ------------------------- |
| 1982       | Grease 2                                                  | Girl Greaser                   |                           |
| 1984       | Breakin'                                                  | Kelly/Special K                |                           |
| 1984       | Ninja III: The Domination                                 | Christie                       |                           |
| 1984       | Breakin' 2: Electric Boogaloo                             | Kelly                          |                           |
| 1988       | Cheerleader Camp                                          | Cory Foster                    | También coreógrafa.       |
| 2014       | Electric Boogaloo: The Wild, Untold Story of Cannon Films | Ella misma                     | Documental                |
| Televisión |                                                           |                                |                           |
| Año        | Título                                                    | Rol                            | Nota                      |
| 1982-1983  | Solid Gold                                                | Ella misma (Solid Gold Dancer) | 7 episodios               |
| 1990       | Perry Mason: The Case of the Defiant Daughter             | Empleada                       | (Telefilme) No acreditado |
| 2008       | Master of Dance                                           | Ella misma (Judge)             | 6 episodios               |